# Rhododendron vesiculiferum
Rhododendron vesiculiferum är en ljungväxtart som beskrevs av Tagg. Rhododendron vesiculiferum ingår i släktet rododendron, och familjen ljungväxter. Inga underarter finns listade i Catalogue of Life.